# PEACE & DESTROY
PEACE & DESTROY(ピース & デストロイ)は、STANCE PUNKSの5thアルバム。2008年12月10日発売。

## 収録曲＆解説
1. Hello, No Future 
作詞・作曲：TSURU
2. アイワナビー
作詞・作曲：TSURU
2008年6月に発売された9thシングル。
3. 放課後の青空ボーイ
作詞・作曲：TSURU
4. 黒いブーツ
作詞・作曲：TSURU
2008年3月、ミニアルバム「BOMP!BOMP!BOMP!」でリリースされた。
5. ワーキングホリデーの悲劇
作詞・作曲：川崎テツシ
6. Please Die Tonight 
作詞・作曲：TSURU
7. 星屑のメロディー 
作詞・作曲：川崎テツシ
8. 真夜中に咲く花
作詞・作曲：TSURU
9. 夜明けはスーサイド 
作詞・作曲：川崎テツシ
10. プラスチック新世界
作詞・作曲：川崎テツシ
11. 1000の星クズ 
作詞・作曲：TSURU
12. 24色の夜明け 
作詞・作曲：TSURU